# Cissy Jones

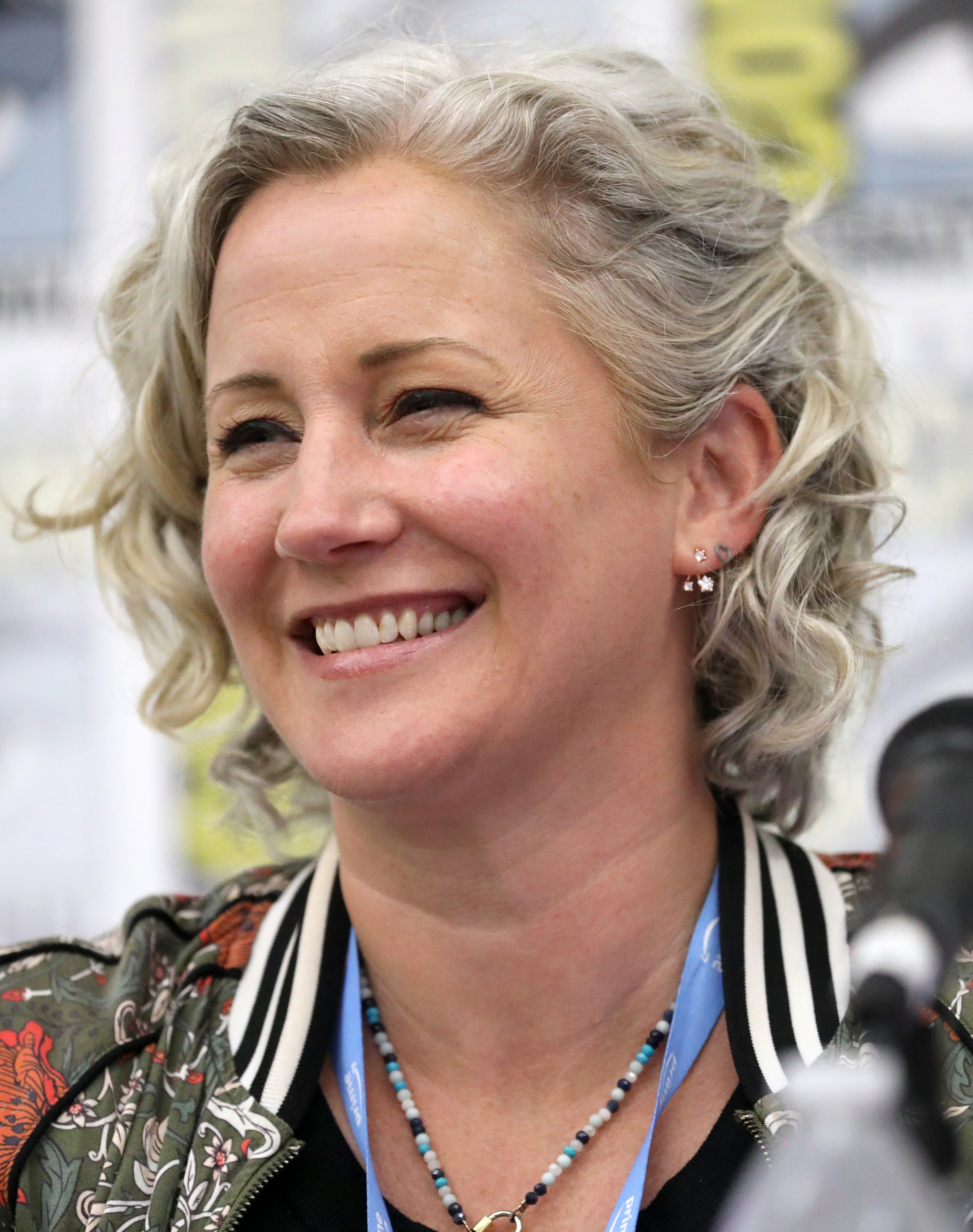
Cissy Jones (2023)

Cissy Jones (* 13. Februar 1979 in Boise, Idaho) ist eine  US-amerikanische Synchronsprecherin.

## Biografie
Cissy Jones war zunächst Angestellte und nahm für zwei Jahre Unterricht im Synchronsprechen in ihrer Nachbarschaft in San Francisco. Ihre erste größere Arbeit war 2010 mit dem Computerspiel Heroes of Newerth. 2011 lernte sie den Game-Designer Sean Vanaman kennen, der sie später zu seiner neuen Firma Campo Santo einlud. Seither erhielt sie wiederholt Sprechrollen in größeren Computerspielproduktionen wie auch in Animationsserien. Für ihre Arbeit beim Spiel Firewatch wurde sie 2017 mit dem BAFTA Games Award ausgezeichnet.

## Sprechrollen (Auswahl)

### Computerspiele
- 2004: World of Warcraft
- 2010: Heroes of Newerth
- 2012: The Walking Dead
- 2013: Grand Theft Auto V
- 2014: Murdered: Soul Suspect
- 2014: Infamous: Second Son
- 2015: Life Is Strange
- 2015: Halo 5: Guardians
- 2015: Fallout 4
- 2016: Firewatch
- 2016: Mafia III
- 2016: Dishonored 2: Das Vermächtnis der Maske
- 2016: Let It Die
- 2017: Mittelerde: Schatten des Krieges
- 2017: Destiny 2
- 2017: Horizon Zero Dawn
- 2018: Red Dead Redemption II
- 2018: Fallout 76
- 2020: Call of the Sea
- 2023: Baldur’s Gate 3
- 2023: Starfield
- 2023: The Texas Chain Saw Massacre

### TV-Synchronrollen
- 2016: Naruto Shippuden
- 2020: Und jetzt: Die Muppets!
- 2020–2021: Willkommen im Haus der Eulen